# The Rockers
The Rockers foi uma dupla ("tag team") de luta profissional formada por Shawn Michaels e Marty Jannetty e ativa entre 1985 e 1992. A dupla lutou na Central States Wrestling, American Wrestling Association, Continental Wrestling Federation, Continental Wrestling Association e World Wrestling Federation. Em 1992, a dupla teve uma violenta separação, o que ajudou Michaels em sua carreira individual. Após o fim da dupla, os dois mantiveram rivalidades. Em 1996, Jannetty aliou-se a Leif Cassidy para formar The New Rockers, dupla que durou menos de um ano.
Em 2005, os Rockers reuniram-se por uma noite. No ano seguinte, Jannetty e Michaels aliaram-se novamente, contra Vince e Shane McMahon, mas Jannetty foi demitido após duas aparições.

## História

### Midnight Rockers

#### Central States Wrestling
Marty Jannetty e Shawn Michaels tornaram-se amigos enquanto lutavam na Central States Wrestling em Kansas City em 1985. Inicialmente, eles viajariam juntos (com Dave "D.J." Peterson), já que Jannetty aliava-se a Tommy Rogers ou com ”Bulldog” Bob Brown. Após o fim da dupla entre Jannetty e Brown, Michaels e Jannetty passaram a lutar juntos. Em 15 de maio de 1985, Michaels e Jannetty derrotaram The Batten Twins (Brad & Bart) para ganhar o Campeonato de Duplas dos Estados Centrais da NWA. Sete dias depois, os Batten Twins os derrotaram pelo título. Logo após a derrota, Michaels deixou Kansas City, retornando ao Texas para lutar na Texas All-Star Wrestling. Na TASW, Michaels formou uma dupla chamada "American Breed", com Paul Diamond.

#### American Wrestling Association
No início de 1986, Jannetty e Michaels foram contratados pela American Wrestling Association (AWA) como substitutos para lutadores recém-contratados pela World Wrestling Federation (WWF). A dupla foi reunida pelos roteiristas da AWA, Greg Gagne (filho do dono da AWA e um dos roteiristas) sugeriu o nome ”The Country Rockers." Outra ideia para nome foi "U.S. Express." Os dois escolheram o nome "The Midnight Rockers", inspirados por "Living after Midnight", de Judas Priest.
Os dois passaram a vestir roupas idênticas e investir nos personagens de "belos e divertidos garotos." Eles mantiveram uma rivalidade com Doug Somers e Buddy Rose. No WrestleRock em 20 de abril de 1986, os Rockers foram derrotados por Somers e Rose. Quando Somers e Rose derrotaram Scott Hall e Curt Hennig pelo Campeonato Mundial de Duplas da AWA, Midnight Rockers aliaram-se a Hennig para derrotar Somer, Rose e Alexis Smirnoff na ”Battle by the Bay” em 28 de junho de 1986. Midnight Rockers diversas vezes desafiariam Somers pelo resto de 1986, mas não conseguiram conquistar o título. No fim do ano, Jannetty e Michaels derrotaram os campeões em uma luta em uma jaula de ferro no ”Brawl in St. Paul”, com o título não sendo disputado. Em 27 de janeiro de 1987, Midnight Rockers derrotaram Rose e Somers pelo Campeonato Mundial de Duplas da AWA. Jannetty e Michaels foram contratados por Vince McMahon, da WWF, enquanto ainda campeões, perdendo o título rapidamente para Boris Zhukov e Soldat Ustinov em 25 de maio de 1987.

#### Diversas promoções (1987–1988)
A dupla fez sua primeira luta na WWF cinco dias após perderem o título da AWA, em um evento não-televisionado em St. Paul, Minnesota desafiando os então Campeões Mundiais de Duplas da WWF The Hart Foundation. Quatro dias depois, os Midnight Rockers lutaram em seu primeiro evento televisionado, WWF Wrestling Challenge, derrotando Jose Estrada, Sr. e Jimmy Jack Funk. Eles foram demitidos algumas semanas depois por não focarem em suas lutas, mas em festas.
Após serem demitidos da WWF, eles passaram a lutar na Continental Wrestling em Alabama e Pensacola, Flórida. De acordo com o DVD Heartbreak and Triumph, Michaels estava infeliz. Quando Bob Armstrong se tornou o roteirista, eles foram demitidos.
Os Midnight Rockers passaram a lutar em uma afilhada da AWA, Continental Wrestling Association (CWA) em Memphis. A primeira luta dos dois na CWA foi contra The Nasty Boys (Jerry Sags e Brian Knobs). Os Midnight Rockers e os Nasty Boys se enfrentaram em lutas brutais em todo o território da CWA. Após os Nasty Boys, os Rockers começaram uma rivalidade com “The Nightmares” (Danny Davis e Ken Wayne). Nesta época, Shawn e Marty se tornaram vilões após atacarem a dupla Rock 'n' Roll RPMs (Tommy Lane e Mike Davis). Durante a rivalidade, os Midnight Rockers derrotaram Lane e Davis para ganhar o Campeonato Sulista de Duplas da AWA em 26 de outubro de 1987. Jannetty e Michaels perderam e reconquistaram o título durante a rivalidade.
Com o sucesso em Memphis, os dois passaram a lutar também na AWA, onde eram mocinhos. Em 27 de dezembro de 1987, Midnight Rockers derrotaram The Original Midnight Express (Dennis Condrey e Randy Rose) pelo Campeonato Mundial de Duplas da AWA, sendo forçados a abandonar o Campeonato Sulista em janeiro de 1988. Enquanto na CWA, eles mantiveram uma rivalidade com The Rock 'n' Roll Express pelo título. Jannetty e Michaels requisitaram mais dinheiro e um contrato de garantia do dono da AWA, Verne Gagne. Quando o pedido foi negado, a dupla deixou a AWA novamente. Antes disso, em 19 de março, eles perderam o título para Badd Company (Pat Tanaka e Paul Diamond).

### The Rockers

#### Controvérsia do título de duplas
Nos registros atuais da WWE, os Rockers nunca conquistaram oficialmente o Campeonato de Duplas da WWF, mas em 30 de outubro de 1990, Jannetty e Michaels derrotaram os campeões The Hart Foundation em uma luta de duas quedas. Durante a luta, as cordas quebraram e, antes que a luta pudesse ser exibida na televisão, teve de ser editada. Os Rockers defenderam o título contra Power and Glory (Paul Roma e Hercules) em 3 de novembro de 1990. Logo após 3 de novembro, a WWF decidiu não exibir a luta na qual os Rockers conquistaram o título, revertendo a decisão e mantendo a Hart Foundation como campeões. Em seu livro, Michaels afirmou que a Hart Foundation usou de política para manter o título. Outros afirmam que a WWF havia demitido Jim Neidhart, o que forçou a mudança de campeões até que Neidhart fosse recontratado. Os Rockers nunca foram creditados como campeões.

#### Separação
Após lutarem em duplas desde 1985, os Rockers se separaram em dezembro de 1991 após brigas nos bastidores. Não confirmado pela WWF, os dois teriam brigado por Jannetty pedir demissão da WWF em nome dos dois por problemas financeiros. De acordo com Michaels, Jannetty afirmava que a World Championship Wrestling queria lhes dar um alto salário, mas estava exagerando. Jannetty afirma que Michaels queria deixar a WWF e pediu para que ele fizesse a ligação. Os dois permaneceram na WWF, com Michaels sendo roteirizado como um vilão.
Nada disto foi mencionado na televisão, com Michaels e Jannetty mostrando sinais de desunião. Durante uma luta entre Michaels e Ric Flair, Jannetty jogou Shawn no ringue, fazendo com que ele sofresse o pinfall. No Survivor Series de 1991, Jannetty fez com que Michaels fosse eliminado acidentalmente de uma luta com os Nasty Boys. A última luta dos dois foi uma derrota contra The Legion of Doom.
Os dois brigaram realmente em maio de 1991, instigados por Roddy Piper. De acordo com Michaels, o incidente aconteceu quando os dois estavam intoxicados. Piper, também bêbado, afirmou diversas vezes que Michaels era o futuro da indústria. Jannetty sentiu-se insultado, desafiando Michaels para uma briga. Shawn teria recusado, mas Marty o teria atacado de qualquer maneira. Piper os separou, mas Michaels permaneceu desmaiado até o dia seguinte. A polícia tentou prender Jannetty, mas Randy Savage convenceu os policiais que tudo passava de uma história. Michaels quase deixou a WWF e Jannetty acredita que este foi um dos motivos da separação.
A última separação aconteceu no "Barbershop" de Brutus Beefcake (gravado em 2 de dezembro de 1991 e exibido em 11 de janeiro de 1992), quando Beefcake entrevistou os Rockers asobre seus problemas recentes. Após fazer as pazes com Jannetty, Michael aplicou um Sweet Chin Music em Jannetty, o jogando da janela do set. Michaels também rasgou uma fotografia da dupla, sinalizando o fim da parceria.

### Rivalidade entre Michaels e Jannetty
Michaels e Jannetty deveriam começar uma rivalidade após a separação, mas Jannetty deixou a federação por motivos pessoais após ser suspenso da WWF por um incidente em 25 de janeiro de 1992, quando resistiu a prisão por posse de cocaína. Enquanto Jannetty não estava na WWF, Michaels começou a desenvolver seu personagem vilanesco “Heartbreak Kid”, com Sherri Martel como valet. Michaels conquistou o Campeonato Intercontinental da WWF de The British Bulldog. Em 31 de outubro de 1992, no WWF Superstars, Michaels foi atacado por Jannetty, que tentou usar um espelho contra seu antigo parceiro. Michaels puxou Sherri, o que resultou em Jannetty quebrando o espelho em Sherri. Quando Sherri retornou da lesão, ela traiu Michaels, aliando-se a Jannetty em uma luta pelo título de Michaels no Royal Rumble de 1993. Após a derrota, Jannetty deixou a WWF novamente.
Durante o Monday Night Raw de 17 de maio de 1993, Jannetty retornou à WWF. Jannetty derrotou Shawn Michaels para ganhar o Campeonato Intercontinental com a ajuda de Mr. Perfect. Três semanas depois, Michaels reconquistou o título em um evento não-televisionado graças à ajuda de seu novo guarda-costas, Diesel. Com o tempo, Michaels passou a enfrentar outros desafiante pelo título.

### The New Rockers
Em setembro de 1995, Jannetty retornou a WWF e, inicialmente, lutou na divisão individual. No início de 1996, Jannetty foi apresentado a Al Snow e lhe disse que ele seria seu novo parceiro, como "New Rockers." A ideia original era de seguir os personagens dos Rockers, mas foi decidido que eles deveriam ser vilões cômicos, segundo Marty Jannetty no livro The Pro Wrestling Hall of Fame: The Tag Teams. Os personagens seriam inspirados nos personagens da série The Monkees, com Snow sendo nomeado "Leif Cassidy", baseado em David Cassidy e Leif Garrett. Mais tarde, Jannetty descobriu que Michaels havia sugerido os novos personagens. Em dezembro, Jannetty deixou a WWF.

### Reuniões
Nos anos seguintes após a demissão de Jannetty em 1996, Michaels tornou-se um cristão na vida real. Isso fez com que os dois acabassem com seus desentendimentos nos bastidores, com Michaels ajudando Jannetty a tornar-se um cristão. No SmackDown! de 10 de março de 2005 (gravado dois dias antes), Kurt Angle anunciou que, em preparação para sua luta contra Michaels no WrestleMania 21, enfrentaria Jannetty no SmackDown seguinte. Na segunda-feira seguinte, Jannetty fez uma aparição surpresa no  WWE Raw e, com Michaels, derrotou La Résistance (Sylvain Grenier e Rob Conway). Três dias depois, no SmackDown!, Angle derrotou Jannetty após uma luta de vinte minutos. Após as duas lutas, Jannetty foi recontratado pela WWE. Devido a um incidente doméstico, Jannetty foi preso e demitido em 6 de julho de 2005.
No Raw de 20 de fevereiro de 2006, Michaels enfrentaria quatro dos cinco membros do Spirit Squad. Após aplicar o Sweet Chin Music, Michaels foi atacado pelos cinco membros, sendo salvo por Jannetty. Mais tarde naquela noite, Vince McMahon decidiu oferecer um contrato a Jannetty, com a condição que ele beijasse seu traseiro na semana seguinte. Jannetty se recusou e, então, teve por McMahon oferecida outra chance: ele deveria vencer o Master Lock Challenge de Chris Masters. McMahon impediu que Jannetty vencesse. Michaels salvou Jannetty de um ataque, até que ambos foram atacado por Shane McMahon usando uma cadeira de ferro.
Em dezembro de 2007, Michaels começou uma rivalidade com Mr. Kennedy. Kennedy enfrentou Jannetty no décimo quinto aniversário do Raw, atacando-o após derrotá-lo. Michaels salvou seu antigo companheiro, mas também foi atacado por Kennedy, até Triple H aparecer para salvar os dois.

## No wrestling
- Movimentos de finalização em dupla
  - Fist drop dos ombros do parceiro no córner
  - Diving fist drop duplo
  - Rocker-Plex (Combinação de suplex vertical (Michaels) / diving crossbody (Jannery))[33]

- Movimentos secundários em dupla
  - Missile dropkicks simultâneos de córneres adjacentes
  - Russian legsweep duplo
  - Superkick duplo

## Títulos e prêmios
- American Wrestling Association
  - AWA World Tag Team Championship (2 vezes)

- Central States Wrestling
  - NWA Central States Tag Team Championship (1 vez)

- Continental Wrestling Association
  - AWA Southern Tag Team Championship (2 vezes)

- Pro Wrestling Illustrated
  - PWI os colocou na #33ª posição das melhores duplas da história em 2003

- Wrestling Observer Newsletter
  - Dupla do Ano (1989)